# Trobada de Buners d'Ordino
La Trobada de Buners d'Ordino és un festival de música folk creat per preservar les tradicions i costums d'Andorra, on destaca principalment la música tocada amb el sac de gemecs, conegut a Andorra com a buna. Iniciatives Turístiques d'Ordino (ITO) és la institució que s'encarregava de la seva  organització.
La creació del festival s'inspirà en la llegenda del buner d'Ordino. Inicialment es duien a terme unes trobades entre les parròquies d'Ordino i Canillo al Coll d'Ordino, celebrades des dels anys 80 del segle xx. Inicialment només hi assistia públic autòcton fins que la presència de turistes fou habitual.
El primer festival se celebrà els dies 7 i 8 d'agost del 1999, i a partir de llavors es va dur a terme cada any. Després d'una pausa de tres anys a conseqüència de la crisis econòmica, va tornar el 2013, fins que el 2015 se celebrà la darrera trobada. Durant totes les edicions van aplegar-se músics d'arreu d'Europa, congregant un nombre important de públic, i es va convertir en un festival de referència en l'àmbit de la música tradicional dels Pirineus.